# Bernd-Uwe Hildebrandt
Bernd-Uwe Hildebrandt (* 21. März 1958 in Magdeburg) ist ein deutscher Sportfunktionär.
Von 1990 bis 2007 war Hildebrandt als Manager der ersten Handball-Männermannschaft des SC Magdeburg tätig. Neben vielen weiteren Titeln konnte 2002 die Champions League gewonnen werden. Aufgrund eines Steuerhinterziehungsskandals trat Hildebrand im März 2007 von seinem Amt zurück, um nach eigener Aussage Schaden vom Klub abzuwenden.
Zudem war Hildebrandt von 1990 bis 2007 als Geschäftsführer des Olympiastützpunktes Magdeburg-Halle tätig. Von diesem Posten wurde er aufgrund eines schwebenden Verfahrens wegen Steuerhinterziehung entbunden. Den Prozess, den Hildebrandt bezüglich seiner Wiedereinstellung anstrengte, konnte er gewinnen. Der Olympiastützpunkt kündigte an, gegen das Urteil des Arbeitsgerichts Berufung einzulegen. Von 2001 bis 2007 war Hildebrand Geschäftsführer der gemeinnützigen Gesellschaft zur Förderung des Leistungssports (gGFL) sowie des Hauses des Athleten (HdA).
Seitens der gGFL wurden Vorwürfe erhoben, Hildebrandt hätte sich über Jahre persönlich bereichert und außerdem öffentliche Sportförderungsmittel für Zwecke des SC Magdeburg missbraucht; die fraglichen Belege wurden in einem Verfahren von der Staatsanwaltschaft überprüft. Das Verfahren gegen Hildebrandt wurde am 10. Dezember 2009 gegen Zahlung von 10.000 Euro eingestellt.
Von 2005 bis 2007 war Hildebrandt als Nachfolger von Heinz Jacobsen Vorsitzender der Handball-Bundesliga. Er trat von diesem Amt infolge des Steuerhinterziehungsskandals zurück. Als Nachfolger wurde Reiner Witte gewählt.
Ab November 2010 bis Juni 2011 fungierte Hildebrandt als Aufsichtsratsvorsitzender der Empor Handball GmbH aus Rostock, bei der er auch einer der Gesellschafter ist.

## Privates
Hildebrandt ist verheiratet und hat eine Tochter. In seiner Jugend war Hildebrandt als Leistungsruderer aktiv.